# Афган Ислямик Прес
Афган Ислямик Прес (на пущунски: افغان اسلامي اژانس, AIP) е афганистанска информационна агенция, създадена през 1982 г., по време на окупацията на Афганистан от Съветския съюз, от Мохамад Юнус Халес.
След като талибаните завземат властта в Афганистан през 1996 г., някои критици обвиняват „Афган Ислямик Прес“ в разпространение на пропаганда от името на движението. Американските критици отправят такива обвинения по-специално по време на американското нахлуване в Афганистан през 2001 г., при която американските военновъздушни сили бомбардират цели на талибаните, позволявайки им да го свалят. По време на тази фаза от войната в Афганистан агенцията докладва много за цивилни жертви, причинени от въздушните атаки на САЩ, и е цитирана от международни медии и от антивоенни автори, като професора по икономика в Университета на Ню Хемпшир – Марк Херолд.
„Афган Ислямик Прес“ отрича обвиненията в пропаганда и твърди, че е запазила своята независимост, като е отказала финансиране от правителства, политически групи или неправителствени организации. Заявява, че изисква три независими източника за своите публикации.